# 3月20日
3月20日（さんがつはつか）は、グレゴリオ暦で年始から79日目 （閏年では80日目）にあたり、年末まであと286日ある。

## できごと

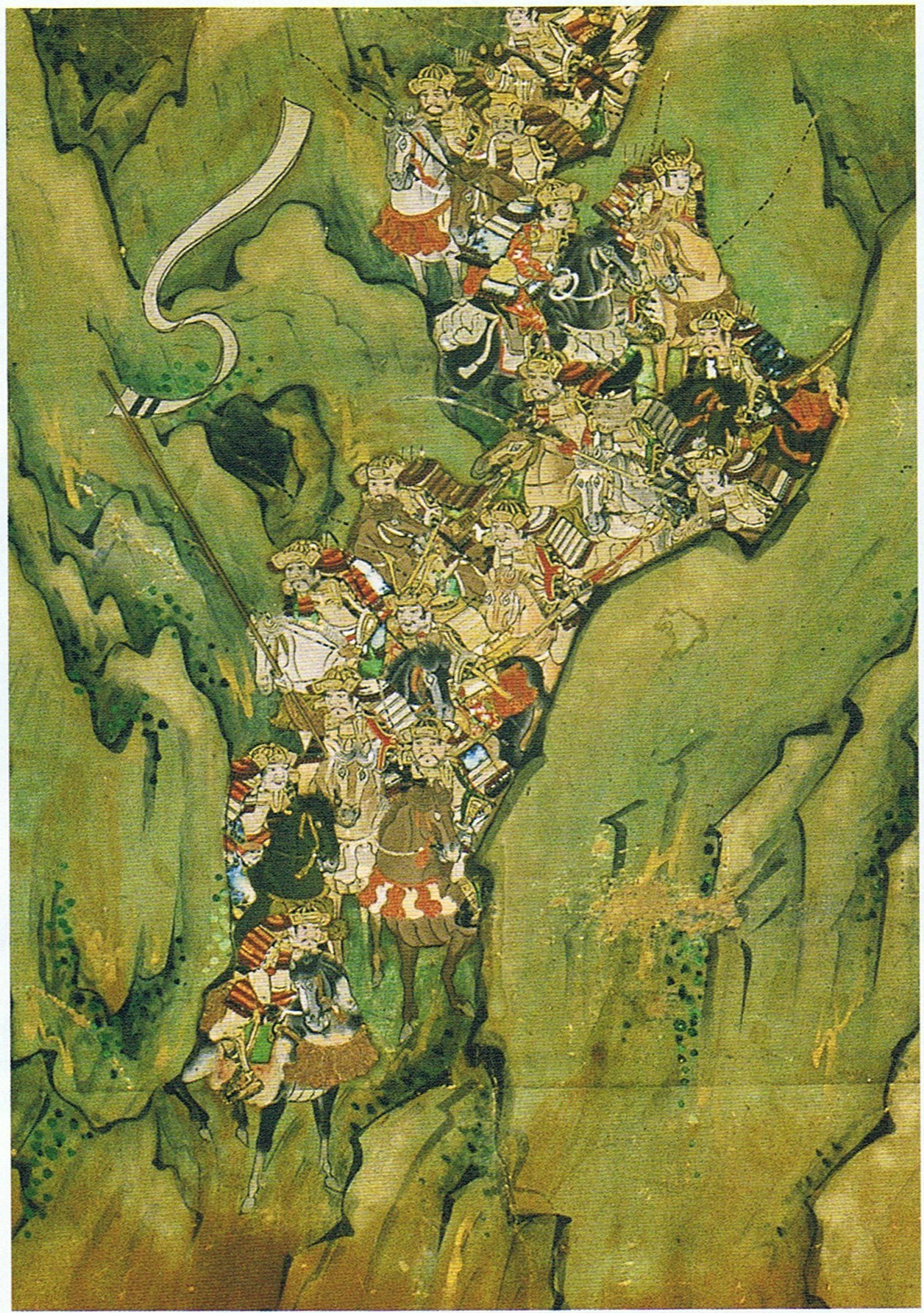
一ノ谷の戦い(1184)、源義経らは平氏に圧勝。画像は『源平合戦図屏風』

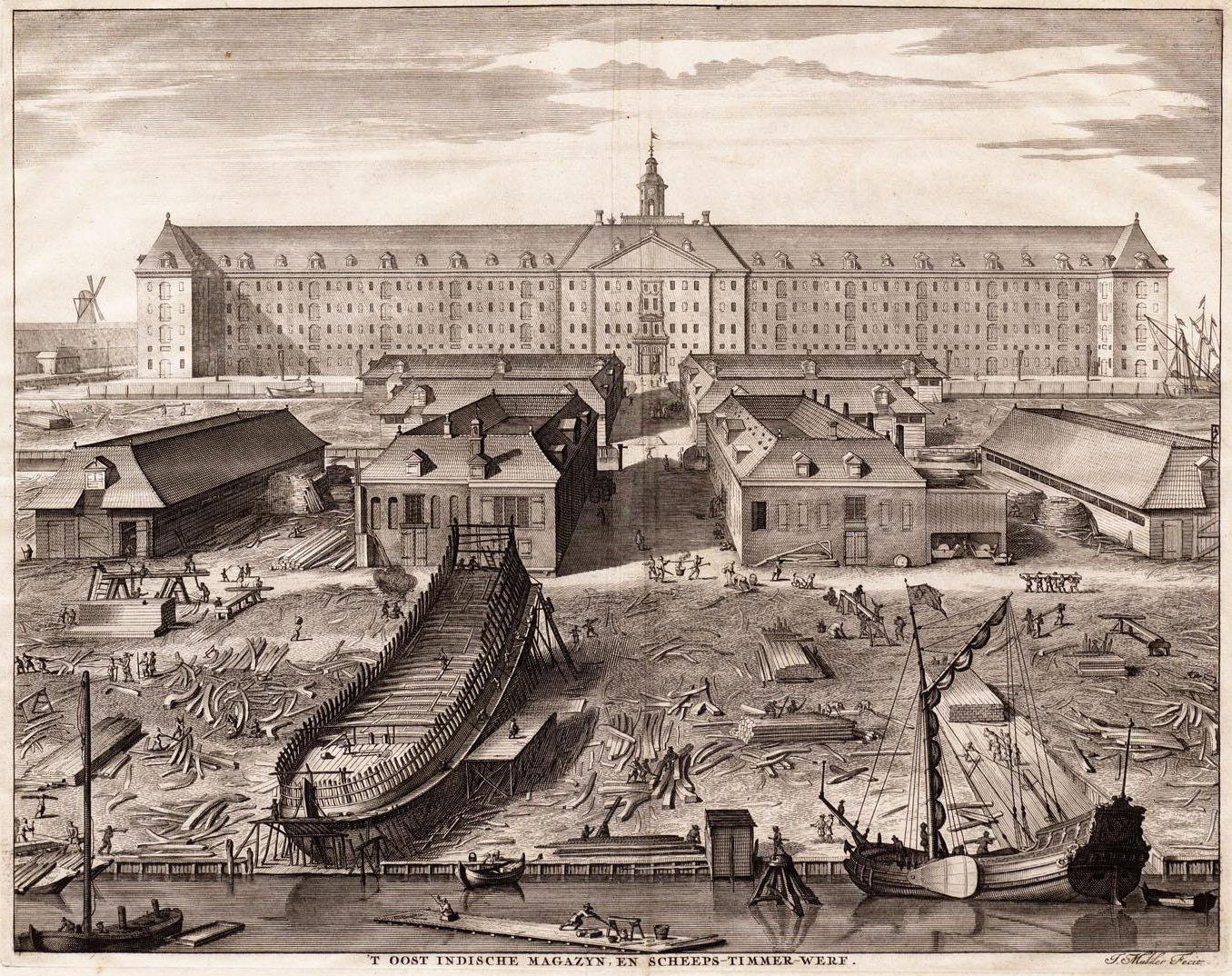
オランダ東インド会社(1602)設立。画像は1750年頃の造船所

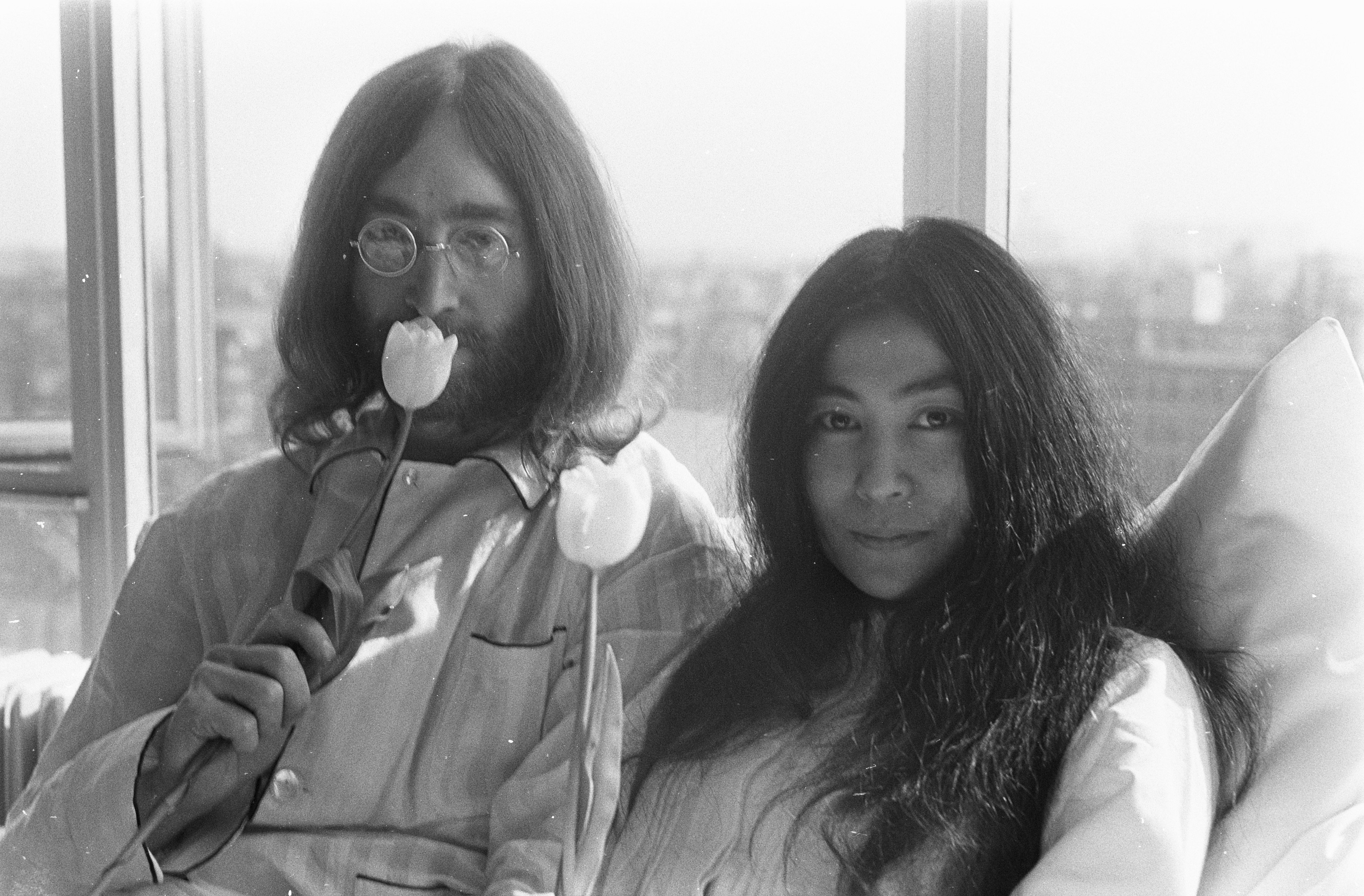
ジョン・レノンとオノ・ヨーコ結婚(1969)

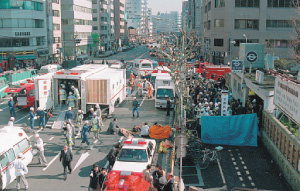
地下鉄サリン事件(1995)

- 1184年（元暦元年2月7日） - 一ノ谷の戦い。源義経らが「鵯越（ひよどりごえ）の奇襲」により平氏に圧勝。
- 1602年 - オランダが東インド会社を設立。
- 1703年（元禄16年2月4日） - 赤穂浪士が預かりの大名屋敷で切腹する。
- 1754年（宝暦4年2月27日） - 宝暦治水事件: 薩摩藩による木曽三川の治水事業が始まる。
- 1815年 - エルバ島を脱出したナポレオンが軍勢を伴ってパリに入城。百日天下が始まる。
- 1848年 - ドイツにおける1848年革命。バイエルン国王ルートヴィヒ1世が息子のマクシミリアン2世に譲位する。
- 1852年 - ハリエット・ビーチャー・ストウの『アンクル・トムの小屋』が刊行。
- 1882年 - 日本初の動物園、上野動物園が開園[1]。
- 1883年 - 工業所有権の保護に関するパリ条約調印。
- 1883年 - 高田事件。新潟県高田・頸城地方の自由党員20名を、反乱謀議の嫌疑で逮捕。
- 1890年 - ドイツ帝国皇帝ヴィルヘルム2世が首相オットー・フォン・ビスマルクを解任。
- 1906年 - 上野公園内に帝国図書館の新館庁舎（現 国際子ども図書館）が竣工し移転。
- 1913年 - 国民党のリーダー・宋教仁が袁世凱の放った刺客により銃撃される。3月22日に死亡。
- 1914年 - コネチカット州ニューヘイブンで第1回全米フィギュアスケート選手権が開催。
- 1926年 - 蔣介石が反共クーデターを起こす。（中山艦事件）
- 1933年 - ダッハウ強制収容所の設置を発表。
- 1951年 - 日本生活協同組合連合会設立。
- 1952年 - アメリカ議会が日本国との平和条約を批准。
- 1956年 - チュニジアがフランスから独立。
- 1960年 - 大相撲大阪場所の千秋楽で栃錦、若乃花が対戦。ここまで全勝かつ両横綱の対戦は史上初であり注目を集める中、若乃花が勝利[2]。
- 1964年 - 欧州宇宙機関 (ESA) の前身の欧州宇宙研究機構が発足。
- 1964年 - 学習院大学ヨット部遭難事故が起こる。
- 1969年 - ジョン・レノンとオノ・ヨーコが結婚。
- 1970年 - 東京都葛飾区四つ木の工事現場で水道管の本館が破裂。周辺の住宅で床上・床下浸水約200戸、都内約23万戸で水道の水圧が下がる、濁水が出る被害[3]。
- 1972年 - 御殿場市で富士山大量遭難事故が発生。
- 1973年 - 小松左京の小説（書き下ろし）「日本沈没」が発売される。
- 1979年 - 上越新幹線の大清水トンネル建設現場で火災が発生。16人が死亡[4]。
- 1981年 - 神戸市で神戸ポートアイランド博覧会が開幕[5]。
- 1985年 - 広島自動車道が全線開通。
- 1988年 - 瀬戸大橋の開通を記念した瀬戸大橋架橋記念博覧会が開幕する。8月31日まで開催され、四国会場には350万2131人が[6][7]、岡山会場には296万1957人が入場した[8]。
- 1988年 - JR西日本瀬戸大橋線（岡山駅 - 児島駅）が部分開業。
- 1990年 - 大阪市営地下鉄鶴見緑地線（現・長堀鶴見緑地線） 京橋駅 - 鶴見緑地駅間が開業。
- 1995年 - 地下鉄サリン事件。13人が死亡、5,510人が重軽傷。
- 1996年 - 大阪近郊の民鉄・地下鉄5社局で共通カード乗車券システム「スルッとKANSAI」の使用開始。
- 2003年 - イラク戦争勃発。
- 2005年 - 福岡県西方沖地震発生。
- 2006年 - 第1回ワールド・ベースボール・クラシック（WBC）決勝で日本代表チームがキューバ代表を下し、初代王者となる（現地時間）。
- 2006年 - 新ICパスポート導入。パスポートへの旧姓併記の基準が緩和。
- 2008年 - 鹿児島市と垂水市を結ぶ国道220号バイパスに、国内第8位となるアーチ橋、牛根大橋が開通[9]。
- 2009年 - 阪神電気鉄道阪神なんば線 西九条駅 - 大阪難波駅間が開業。同時に近畿日本鉄道難波線・奈良線と相互乗り入れ開始。また尼崎駅 - 西九条間の区間は西大阪線から阪神なんば線に改称。
- 2010年 - 第二京阪道路が全線開通。
- 2019年 - カザフスタン、ソビエト連邦の崩壊後の独立以来、同国大統領を務めていたヌルスルタン・ナザルバエフが退任を発表[10]。
- 2019年 - カナダ在住の原爆被爆者で、2017年のノーベル平和賞授賞式で演説したサーロー節子が、バチカンでローマ・カトリック教会のフランシスコ教皇に面会した[11]。
- 2021年 - 宮城県沖地震発生。
- 2025年 - ロンドン・ヒースロー空港近くの変電所で大規模火災。[12]

### 日本の自治体改編
- 1951年 - 山梨県富士吉田市が市制施行。
- 1954年 - 福島県原町市、茨城県龍ケ崎市が市制施行。
- 2005年 - 福岡県うきは市が市制施行。
- 2006年 - 千葉県南房総市、愛知県北名古屋市、兵庫県加東市、佐賀県神埼市が市制施行。福岡県甘木市ほか2町が合併して朝倉市、鹿児島県名瀬市ほか2町村が合併して奄美市が発足。

## 誕生日

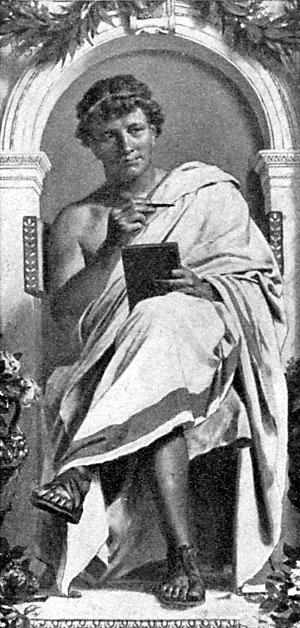
『変身物語』を著した古代ローマの詩人オウィディウス(BC43-AD17)誕生

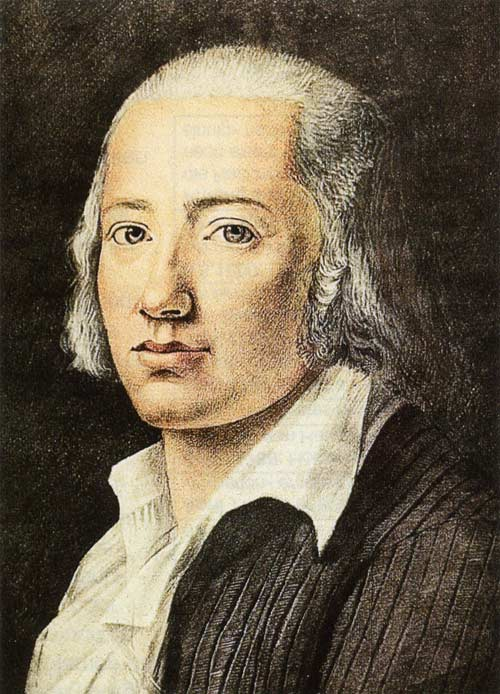
ドイツの詩人フリードリヒ・ヘルダーリン(1770-1843)誕生。哲学者に強い影響を与えた

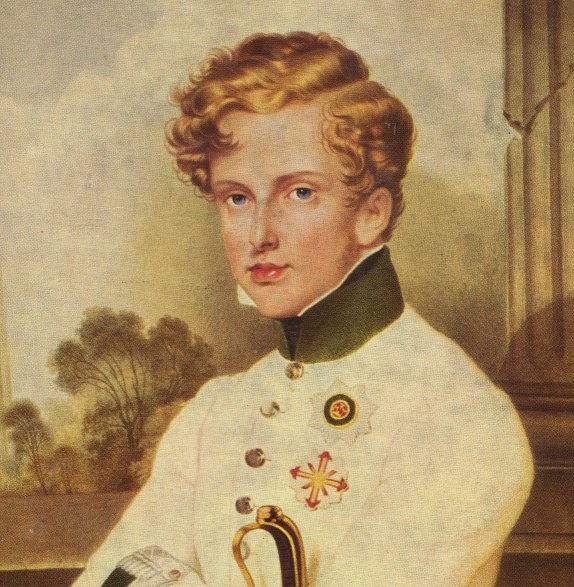
ナポレオン2世(1811-1832)誕生。3歳時にボナパルトは失脚し孤独な幼年期を送る

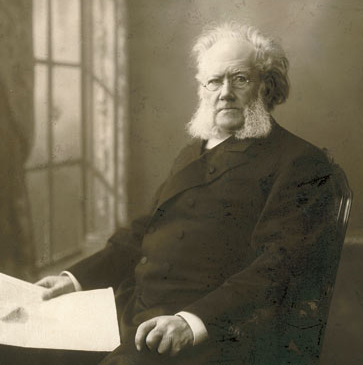
劇作家ヘンリック・イプセン(1828-1906)。代表作『人形の家』(1879)

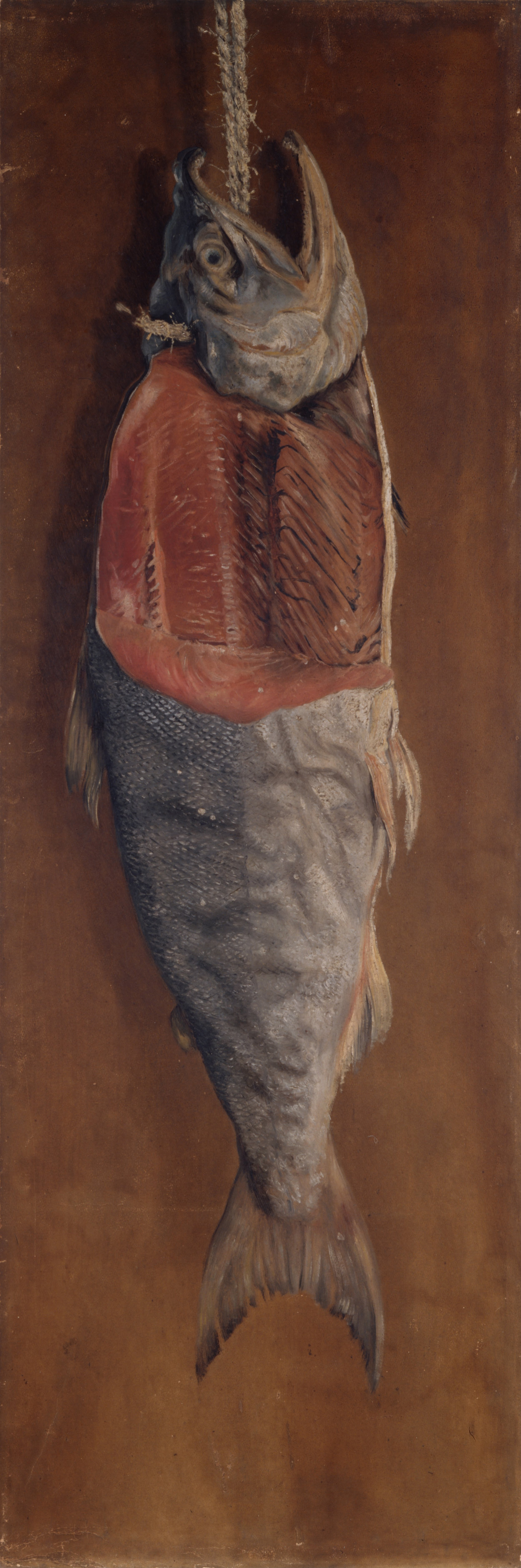
洋画家高橋由一(1828-1894)誕生。画像は『鮭』(1877)

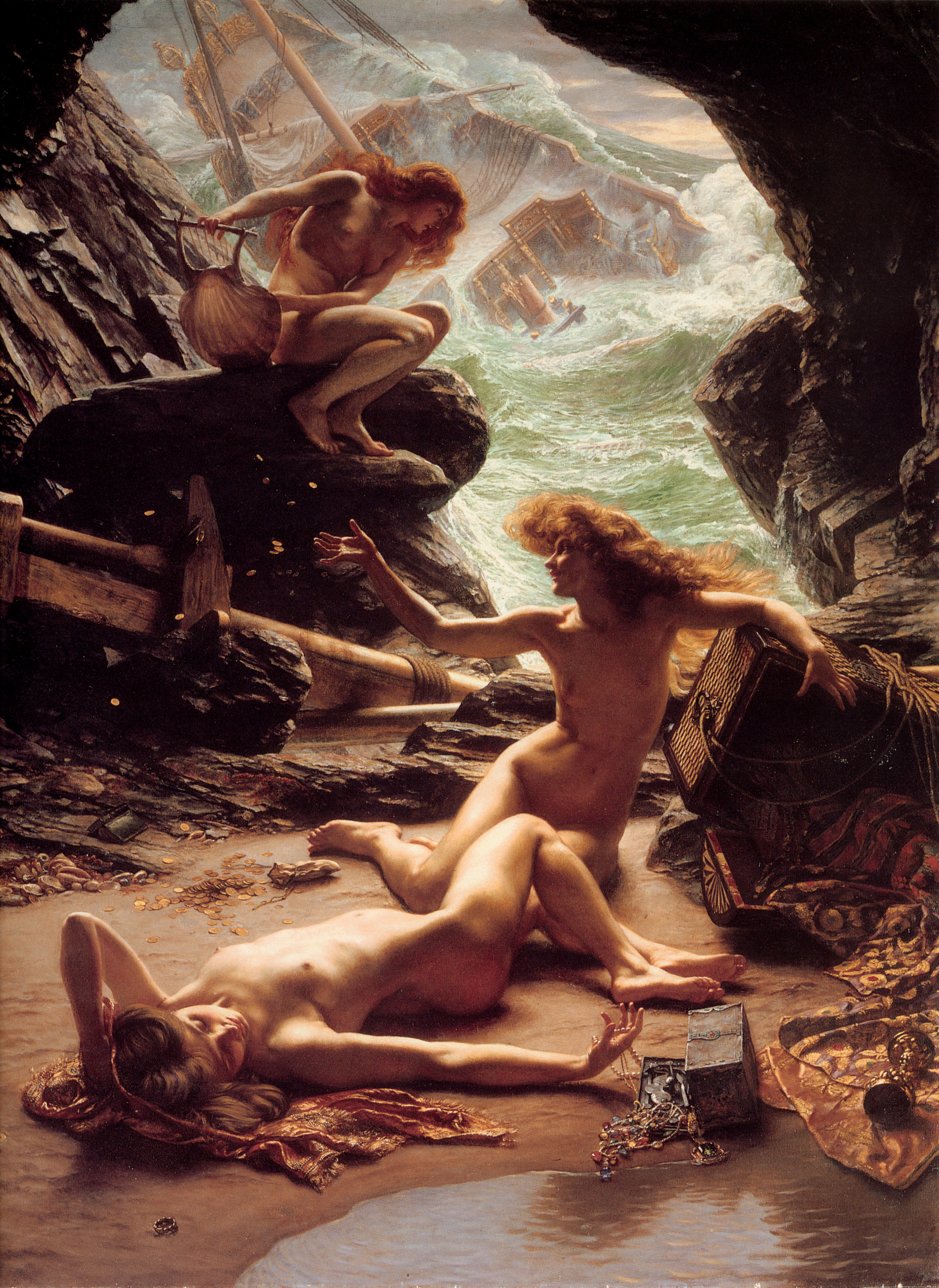
画家エドワード・ポインター(1836-1919)誕生。画像は『嵐の洞窟　ニンフ』(1903)

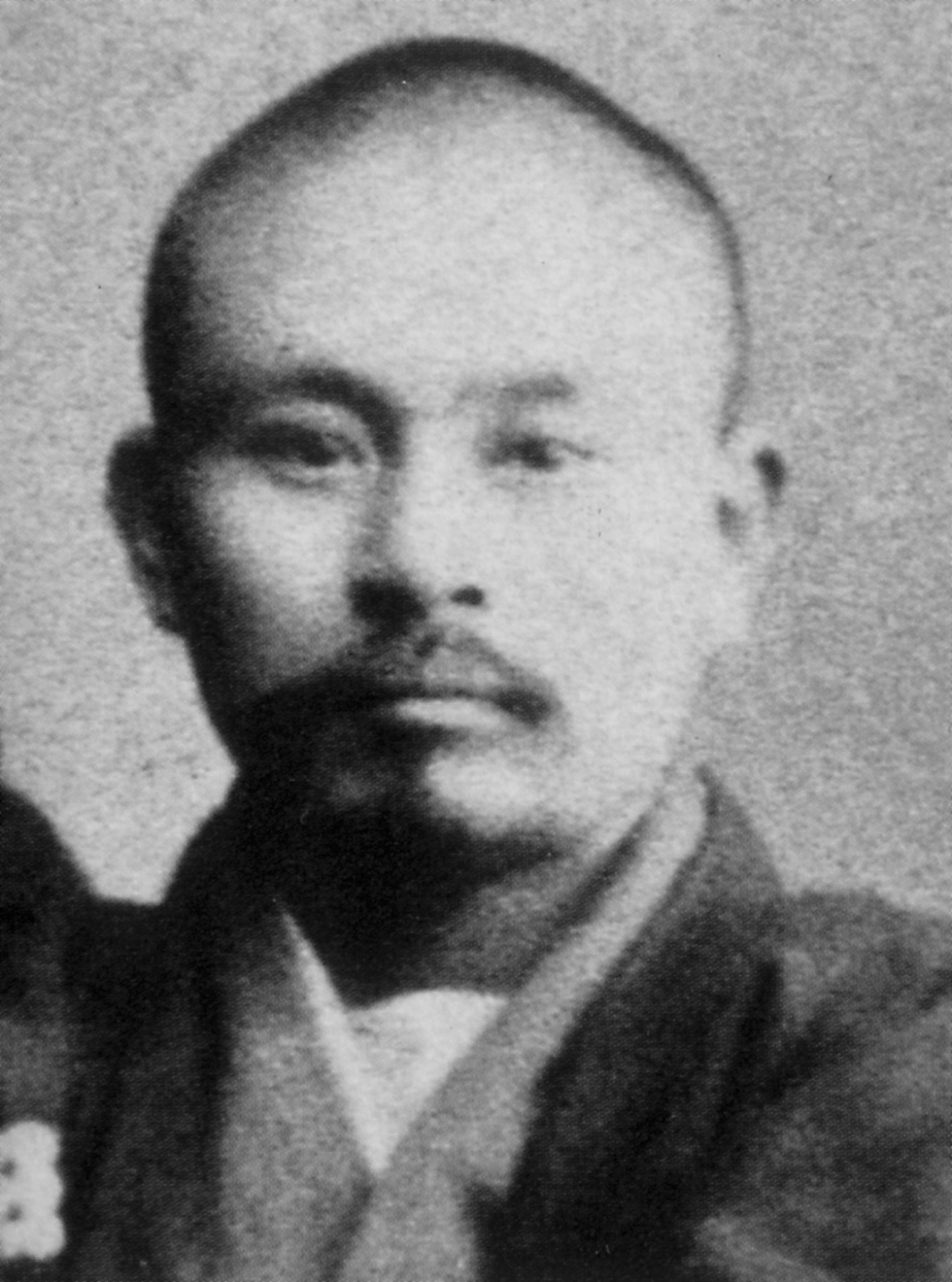
柔道家、西郷四郎(1866-1922)。『姿三四郎』のモデル

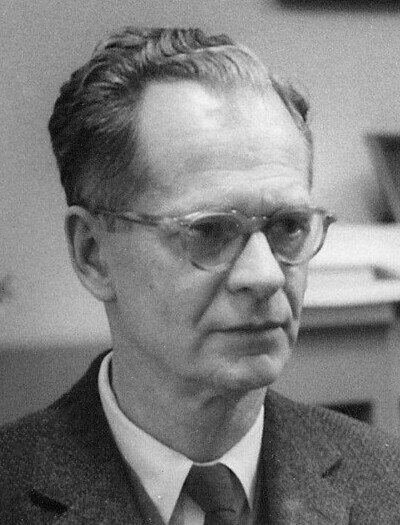
行動分析学の創始者、バラス・スキナー(1904-1990)

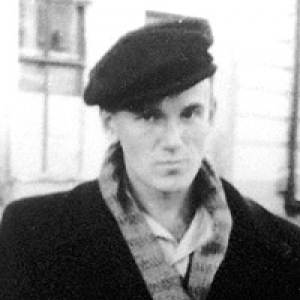
ソビエト連邦のピアニスト、スヴャトスラフ・リヒテル(1915-1997)

### 人物
- 紀元前43年 - オウィディウス、詩人（+ 17年）
- 1142年 - マルカム4世、スコットランド王（+ 1165年）
- 1695年（元禄8年2月6日） - 土岐頼稔、初代沼田藩主（+ 1744年）
- 1737年 - ラーマ1世、タイ・チャクリー王朝の初代国王（+ 1809年）
- 1741年 - ジャン＝アントワーヌ・ウードン、彫刻家（+ 1828年）
- 1770年 - フリードリヒ・ヘルダーリン、詩人（+ 1843年）
- 1811年 - ナポレオン2世、フランス皇帝（+ 1832年）
- 1828年 - ヘンリック・イプセン、劇作家（+ 1906年）
- 1828年（文政11年2月5日） - 高橋由一、洋画家（+ 1894年）
- 1836年 - エドワード・ポインター、画家、デザイナー（+ 1919年）
- 1838年 - フェルディナント・ツィルケル、地質学者（+ 1912年）
- 1843年 - アントン・ヨハネス・ゲールツ、薬学者（+ 1883年）
- 1859年（安政6年2月16日） - 藤沢幾之輔、衆議院議長（+ 1940年）
- 1863年 - エルネスト・ナザレー、ピアニスト、作曲家（+ 1934年）
- 1866年（慶応2年2月4日） - 西郷四郎、柔道家（+ 1922年）
- 1870年 - パウル・フォン・レットウ＝フォルベック、軍人（+ 1964年）
- 1871年 - ジョー・マクギニティ、元プロ野球選手（+ 1929年）
- 1875年 - 曽我量深、真宗大谷派僧侶、仏教思想家（+ 1971年）
- 1878年 - 牧野英一、法学者（+ 1970年）
- 1879年 - モード・メンテン、生化学者（+ 1960年）
- 1882年 - ルネ・コティ、政治家、フランス大統領（+ 1962年）
- 1884年 - 近藤浩一路、日本画家（+ 1962年）
- 1887年 - ハルトフ・ハンバーガー、プロ野球選手（+ 1924年）
- 1890年 - ベニャミーノ・ジーリ、テノール歌手（+ 1957年）
- 1891年 - エドマンド・グールディング、映画監督（+ 1959年）
- 1892年 - 市川正一、共産主義者（+ 1945年）
- 1897年 - 荒木俊馬、天文学者（+ 1978年）
- 1897年 - 重政誠之、政治家（+ 1981年）
- 1900年 - 太田光二、政治家（+ 1973年）
- 1901年 - マックス・エーワ、第5代チェスの世界チャンピオン（+ 1981年）
- 1901年 - 島田謹二、比較文学者、英文学者（+ 1993年）
- 1904年 - バラス・スキナー、心理学者（+ 1990年）
- 1904年 - ウォルター・エルサッサー、物理学者（+ 1991年）
- 1907年 - 出羽湊利吉、元大相撲力士（+ 1964年）
- 1907年 - 山下実、元プロ野球選手（+ 1995年）
- 1908年 - マイケル・レッドグレイヴ、俳優（+ 1985年）
- 1911年 - 斎藤喜博、教育者（+ 1981年）
- 1911年 - アルフォンソ・ガルシア・ロブレス、政治家、外交官（+ 1991年）
- 1915年 - スヴャトスラフ・リヒテル、ピアニスト（+ 1997年）
- 1917年 - イガエル・ヤディン、軍人、政治家、考古学者（+ 1984年）
- 1917年 - ヴェラ・リン、歌手（+ 2020年）
- 1918年 - ベルント・アロイス・ツィンマーマン、作曲家（+ 1970年）
- 1918年 - 伊藤庄七、元プロ野球選手（+ 1999年）
- 1918年 - マリアン・マクパートランド、ジャズピアニスト（+ 2013年）
- 1919年 - 木下貞一、元プロ野球選手（+ 2007年）
- 1919年 - ゲルハルト・バルクホルン、ドイツ空軍のエース・パイロット（+ 1983年）
- 1920年 - 樋笠一夫、元プロ野球選手（+ 2007年）
- 1925年 - 梅原猛、哲学者（+ 2019年）
- 1925年 - 工藤幸雄、ロシア・ポーランド文学者（+ 2008年）
- 1925年 - 月丘千秋、女優（+ 2015年）
- 1926年 - 安野光雅、画家、絵本作家（+ 2020年）
- 1926年 - 桜井センリ、コメディアン、俳優（ハナ肇とクレージーキャッツ）（+ 2012年）
- 1928年 - 野平祐二、騎手、調教師（+ 2001年）
- 1928年 - 渡辺茂男、児童文学者、翻訳家（+ 2006年）
- 1929年 - 高橋和枝、声優 （+ 1999年）
- 1932年 - 萩山教嚴、政治家（+ 2015年）
- 1933年 - 雪代敬子、女優
- 1933年 - 渡邊守章、フランス文学者、演出家（+ 2021年）
- 1933年 - ジョージ・アルトマン、元プロ野球選手
- 1934年 - 菊間崇祠、元高等学校教員、バレーボール指導者（+ 2024年）
- 1936年 - 蒲池猛夫、射撃選手（+ 2014年）
- 1936年 - リー・ペリー、レゲエミュージシャン（+ 2021年）
- 1936年 - 林夏介、漫画家
- 1937年 - 雪村いづみ、歌手
- 1937年 - ロイス・ローリー、児童文学作家
- 1938年 - セルゲイ・ノヴィコフ、数学者（+ 2024年）
- 1939年 - ブライアン・マルルーニー、政治家（+ 2024年）
- 1939年 - 片岡義男、小説家
- 1940年 - 山本恒敬、元プロ野球選手（+ 2024年）
- 1941年 - 君原健二、マラソン選手
- 1941年 - 山本要、政治家
- 1942年 - 上岡龍太郎、元タレント、漫才師（+ 2023年）
- 1943年 - 二井関成、政治家、元山口県知事
- 1944年 - ボビー・テーラー、元プロ野球選手
- 1944年 - エルヴィン・ネーアー、生物学者
- 1945年 - パット・ライリー、元バスケットボール選手、監督
- 1945年 - 林明子、絵本作家
- 1946年 - 神谷郁代、ピアニスト
- 1946年 - 倉田保昭、俳優
- 1947年 - 景山民夫、小説家（+ 1998年）
- 1947年 - 小杉健治、小説家
- 1947年 - 大悟法久志、高校野球指導者（+ 2011年）
- 1948年 - ボビー・オア、アイスホッケー選手
- 1949年 - 新藤恵美、女優
- 1949年 - 中道善博、競艇選手、競艇解説者、評論家
- 1949年 - マーシャ・ボール、ピアニスト、シンガー
- 1949年 - 高泉秀輝、元プロ野球選手
- 1949年 - 佐々木茂、元プロ野球選手
- 1950年 - 畑中純、漫画家（+ 2012年）
- 1950年 - 三上寛、シンガーソングライター、俳優
- 1950年 - カール・パーマー、ドラマー
- 1950年 - ウィリアム・ハート、俳優
- 1951年 - 今泉敏郎、作曲家 （+ 2008年）
- 1951年 - 鎌田東二、哲学者、宗教学者（+ 2025年）
- 1955年 - 竹内まりや、シンガーソングライター
- 1955年 - 塚越孝、アナウンサー（+ 2012年）
- 1955年 - 筒井良紀、元プロ野球選手
- 1956年 - 竹中直人、俳優、映画監督
- 1957年 - スパイク・リー、映画監督
- 1958年 - ホリー・ハンター、女優
- 1958年 - 石井啓一、政治家
- 1958年 - 井上茂徳、競輪選手、競輪解説者、評論家
- 1959年 - 大原まり子、SF作家
- 1960年 - マイク・ヤング、元プロ野球選手（+ 2023年）
- 1961年 - 矢作芳人、調教師
- 1962年 - 郭泰源、元プロ野球選手
- 1962年 - 金蓮花、小説家
- 1962年 - スティーヴン・ソマーズ、映画監督、脚本家
- 1963年 - 渡邉貢、ベーシスト（PERSONZ）
- 1963年 - 渡洋史、俳優
- 1963年 - デヴィッド・シューリス、俳優
- 1964年 - 真柴あずき、脚本家、演出家
- 1964年 - 村山大値、レフェリー
- 1964年 - 川島智太郎、政治家、空手家
- 1965年 - 川田妙子、声優
- 1966年 - 神山健治、アニメ監督、演出家
- 1966年 - 宇津木えり、ファッションデザイナー
- 1966年 - 大泉潤、政治家、函館市長
- 1967年 - 馬場俊英、シンガーソングライター
- 1967年 - 木城ゆきと、漫画家
- 1967年 - 松井寛、作曲家、編曲家
- 1970年 - 松谷彼哉、声優
- 1970年 - 麻生祥一郎、ドラマー
- 1971年 - 太田真一郎、声優
- 1972年 - 曽我部直樹、元プロ野球選手
- 1973年 - 大石恵、タレント
- 1973年 - ジェーン・マーチ、女優
- 1973年 - ユーリス・ラザグリアエフ、フィギュアスケート選手
- 1974年 - 柳原愛子、歌手
- 1974年 - カルステン・ラメロウ、サッカー選手
- 1975年 - 浅川悠[13]、声優
- 1975年 - 照井裕隆、俳優、ダンサー
- 1976年 - 美咲留衣、元AV女優
- 1976年 - 三宅綾子、ダンサー
- 1976年 - チェスター・ベニントン、ミュージシャン（LINKIN PARK）（+ 2017年）
- 1978年 - 引地洋輔、歌手（RAG FAIR）
- 1978年 - 奥華子、シンガーソングライター
- 1978年 - Ayumu、ミュージシャン（Zwei）
- 1978年 - 太田敦士、元プロ野球選手
- 1978年 - 鈴木慎吾、元サッカー選手
- 1979年 - 阿部慎之助、元プロ野球選手、監督
- 1979年 - 国光文乃、政治家
- 1980年 - 田上秀則、元プロ野球選手
- 1980年 - アレクサンダー・コブリン、ピアニスト
- 1981年 - 大湯みほ、お笑いタレント（元チェリー☆パイ）
- 1981年 - 衣川篤史、元プロ野球選手
- 1981年 - 高崧、フィギュアスケート選手
- 1982年 - トマシュ・クシュチャク、サッカー選手
- 1982年 - ジョゼ・モレイラ、サッカー選手
- 1983年 - 水落朋大、プロ野球審判員
- 1983年 - 川島永嗣、サッカー選手
- 1983年 - 白鳥さくら、元AV女優
- 1984年 - 野村佑香、女優
- 1984年 - フェルナンド・トーレス、サッカー選手
- 1984年 - 後藤淳平、お笑いタレント（ジャルジャル）
- 1985年 - 山口智史、ミュージシャン（RADWIMPS）
- 1985年 - 岸本梓、タレント、DJ（+ 2025年）
- 1985年 - 水嶋友香、タレント、グラビアアイドル
- 1985年 - 方丹、フィギュアスケート選手
- 1986年 - 宮咲志帆、元AV女優
- 1987年 - 遠藤雄弥、俳優（元D-BOYS）
- 1987年 - ジョー、サッカー選手
- 1987年 - 土井隆、お笑い芸人、俳優（リスナップ）
- 1987年 - 阿久津圭司、元陸上競技選手、指導者
- 1988年 - ディエゴ・バストス・リベイロ、サッカー選手
- 1989年 - 井上正大、俳優
- 1989年 - 泊明日菜、声優
- 1990年 - 今井仁美、タレント（元f-windy）
- 1990年 - 平川舞弥、タレント
- 1990年 - 鎧坂哲哉、陸上競技選手
- 1990年 - マルコス・ロホ、サッカー選手
- 1990年 - 湊あかね、アイドル（元predia）
- 1990年 - 小田飛鳥、女優、グラビアアイドル
- 1991年 - 吉川智恵、ファッションモデル
- 1991年 - 清武功暉、サッカー選手
- 1992年 - 二見宏志、サッカー選手
- 1992年 - 諸國沙代子、アナウンサー
- 1994年 - 吉川あいみ、元AV女優、元グラビアアイドル
- 1995年 - 阿部龍、騎手
- 1995年 - エフゲーニヤ・コスイギナ、フィギュアスケート選手
- 1997年 - 都築拓紀、お笑い芸人（四千頭身）
- 1998年 - 加藤梨里香、女優
- 1998年 - 枢木あおい、タレント、歌手、元AV女優
- 1999年 - 梅田綾乃、元女優、元アイドル（元AKB48）
- 1999年 - 宮﨑雅也、声優
- 1999年 - キム・ゴンウ、プロアイスホッケー選手
- 2000年 - Hyunjin、アイドル（Stray Kids）
- 2002年 - 青柿響、陸上競技選手
- 2002年 - 石川澪、AV女優
- 2002年 - 吉澤遥奈、グラビアアイドル
- 2007年 - 小久保柚乃、アイドル（私立恵比寿中学）
- 2007年 - ハン・ユジン、アイドル（ZEROBASEONE）
- 生年不詳 - みやま零、イラストレーター
- 生年不詳 - 岩﨑春奈、声優
- 生年不詳 - 塩山由佳、声優

### 人物以外（動物など）
- 2001年 - キングカメハメハ、競走馬、種牡馬（+ 2019年）
- 2003年 - スーパーホーネット、競走馬、種牡馬
- 2007年 - ペルーサ[14]、競走馬

## 忌日

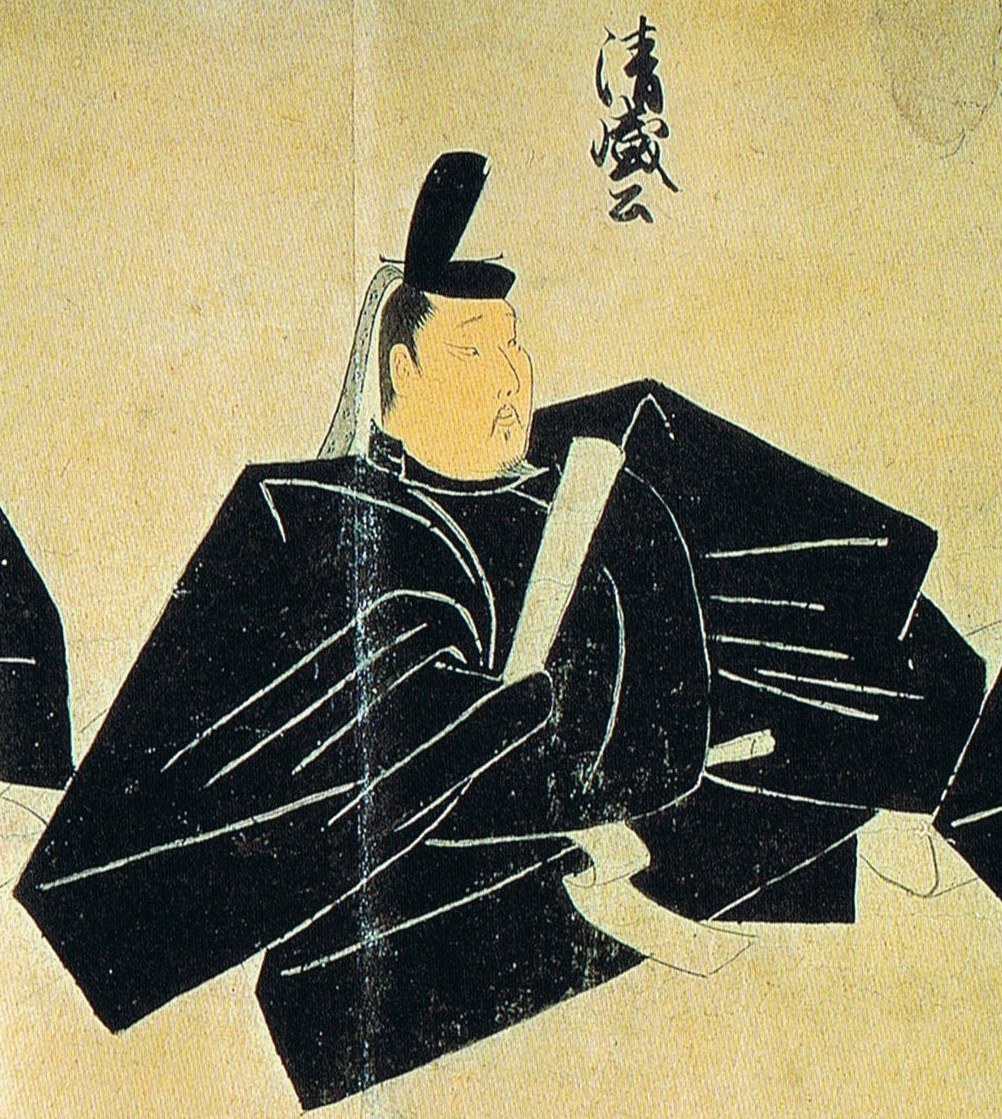
平清盛(1118-1181)、熱病で没す

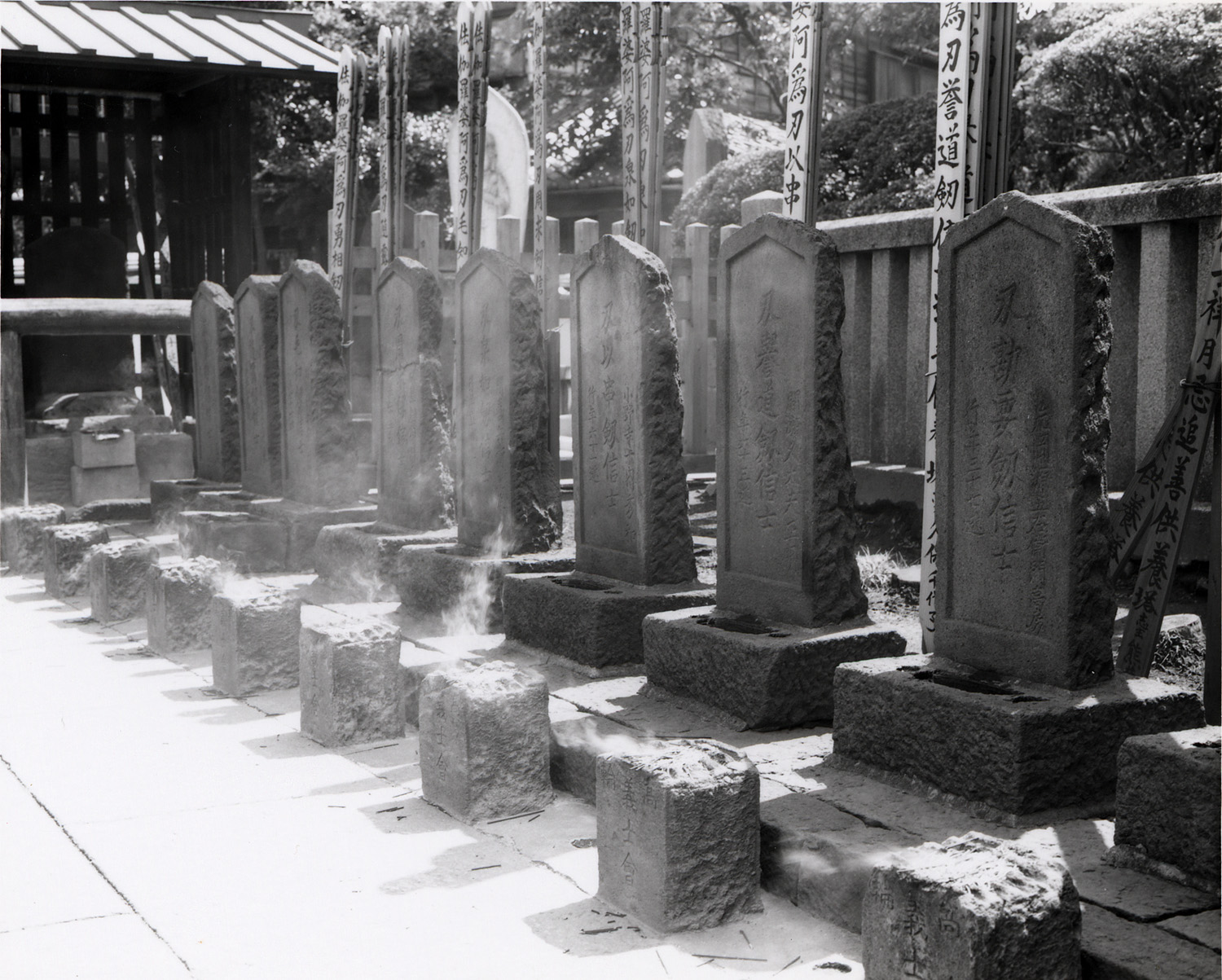
赤穂浪士が切腹(1703)。画像は花岳寺の義士墓所

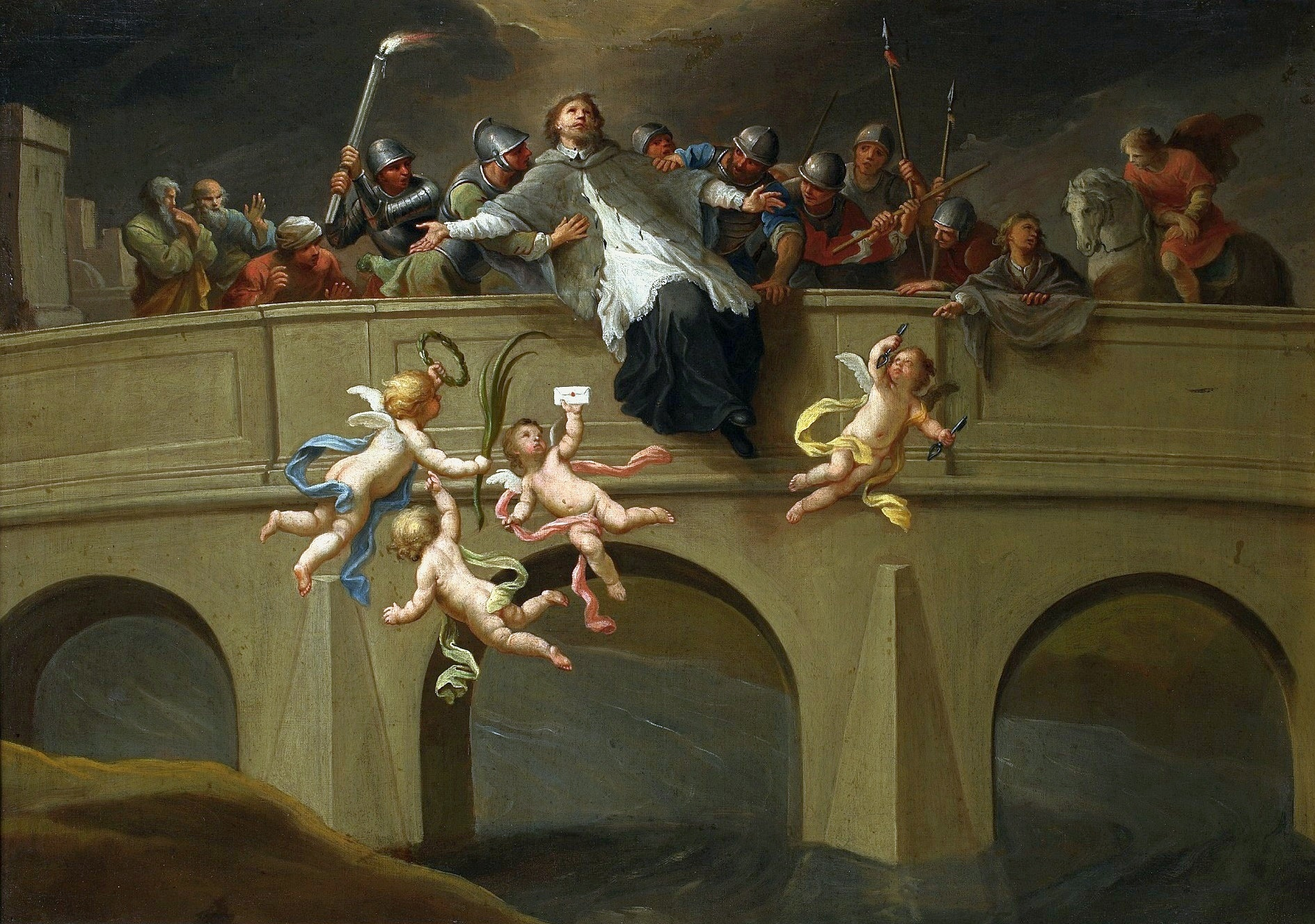
ネポムクのヨハネ(1340頃-1393)殉教。画像はSzymon Czechowicz画『ネポムクの聖ヨハネの殉教』(1750頃)

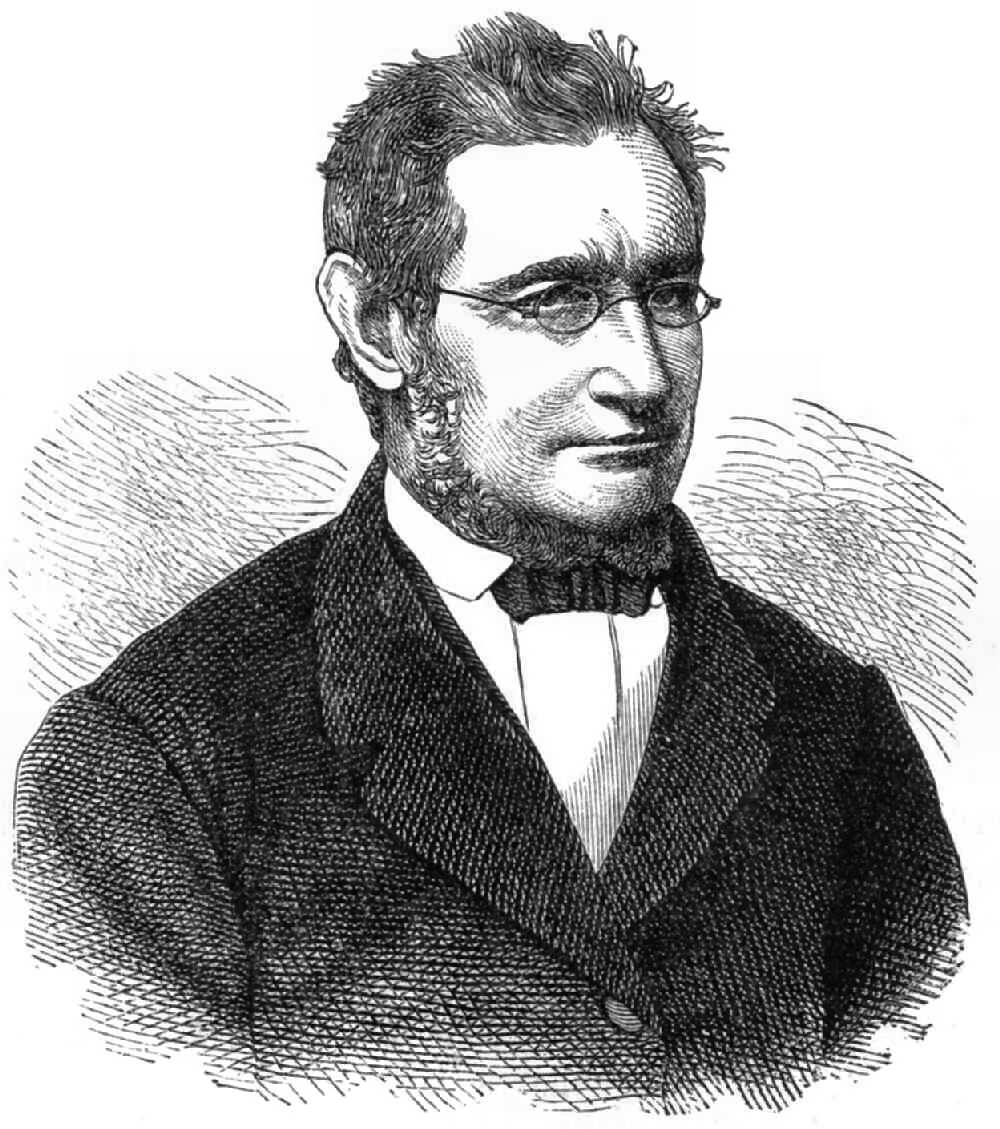
ユリウス・ロベルト・フォン・マイヤー(1814-1878)没。エネルギー保存の法則を発表。

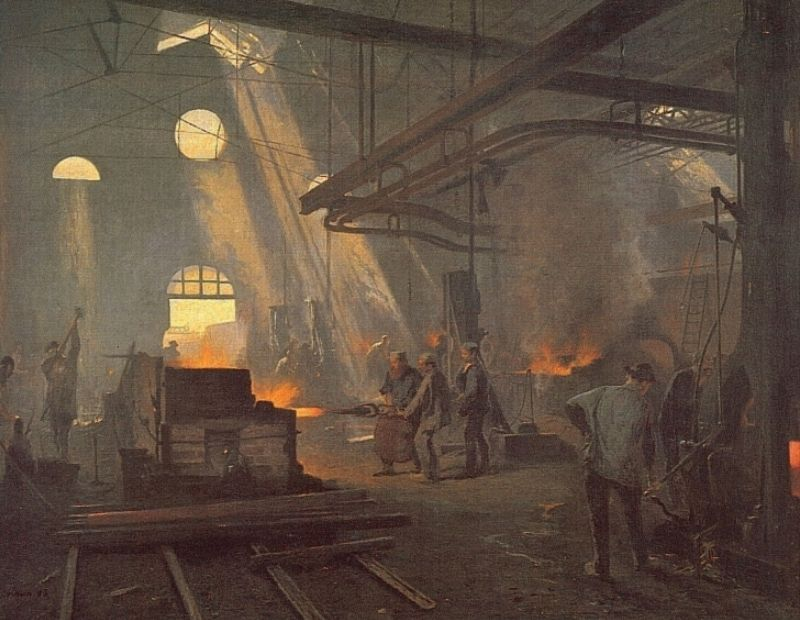
アカデミック絵画の画家フェルナン・コルモン(1845-1924)没。画像は『鉄工所』(1894)

### 人物
- 1181年（治承5年閏2月4日） - 平清盛、武将、太政大臣（* 1118年）
- 1184年（元暦元年2月7日） - 平敦盛、武将（* 1169年）
- 1184年（元暦元年2月7日） - 平忠度、武将（* 1144年）
- 1393年 - ネポムクのヨハネ、カトリック教会の聖人（* 1340年頃）
- 1413年 - ヘンリー4世、イングランド王 （* 1367年）
- 1568年 - アルブレヒト、ドイツ騎士団総長、プロイセン公（* 1490年）
- 1609年 - 仙桃院、長尾為景娘、上杉謙信姉、上杉景勝母(*1524年または1528年)
- 1619年 - マティアス、神聖ローマ皇帝（* 1557年）
- 1687年 - ロベール＝カブリエ・ド・ラ・サール、探検家（* 1643年）
- 1703年（元禄16年2月4日） - 大石良雄、播磨国赤穂藩藩士、赤穂藩家老（* 1659年）
- 1703年 - 吉田兼亮、赤穂藩士、足軽頭、郡奉行（* 1641年）
- 1703年 - 原元辰、赤穂藩士、足軽頭（* 1648年）
- 1703年 - 片岡高房、赤穂藩士、内証側用人兼小姓頭（* 1667年）
- 1703年 - 間瀬正明、赤穂藩士、大目附（* 1641年）
- 1703年 - 小野寺秀和、赤穂藩士、京都留守居（* 1643年）
- 1703年 - 間光延、赤穂藩士、馬廻勝手方吟味役、山奉行（* 1635年）
- 1703年 - 礒貝正久、赤穂藩士、物頭並側用人（* 1679年）
- 1703年 - 堀部金丸、赤穂藩士、江戸留守居役（* 1627年）
- 1703年 - 近松行重、赤穂藩士、馬廻（* 1670年）
- 1703年 - 富森正因、赤穂藩士、馬廻兼使番（* 1670年）
- 1703年 - 潮田高教、赤穂藩士、国絵図奉行兼郡奉行（* 1669年）
- 1703年 - 早水満尭、赤穂藩士、馬廻（* 1664年）
- 1703年 - 赤埴重賢、赤穂藩士、馬廻（* 1669年）
- 1703年 - 奥田重盛、赤穂藩士、江戸詰武具奉行（* 1647年）
- 1703年 - 矢田助武、赤穂藩士、江戸詰武具奉行（* 1675年）
- 1703年 - 大石信清、赤穂藩士、馬廻（* 1677年）
- 1703年 - 大石良金、赤穂藩士、大石良雄の子（* 1688年）
- 1703年 - 堀部武庸、赤穂藩士、江戸常詰馬廻（* 1670年）
- 1703年 - 中村正辰、赤穂藩士、祐筆役（* 1656年）
- 1703年 - 菅谷政利、赤穂藩士、馬廻兼郡代（* 1660年）
- 1703年 - 不破正種、赤穂藩士、馬廻、浜辺奉行、普請奉行（* 1670年）
- 1703年 - 千馬光忠、赤穂藩士、馬廻兼宗門改役（* 1653年）
- 1703年 - 木村貞行、赤穂藩士、馬廻役、国絵図奉行（* 1658年）
- 1703年 - 岡野包秀、赤穂藩士（* 1680年）
- 1703年 - 貝賀友信、赤穂藩士、中小姓兼蔵奉行（* 1650年）
- 1703年 - 大高忠雄、赤穂藩士、膳番元方、腰物方、金奉行（* 1672年）
- 1703年 - 岡島常樹、赤穂藩士、札座勘定奉行（* 1666年）
- 1703年 - 吉田兼貞、赤穂藩士、蔵奉行（* 1675年）
- 1703年 - 武林隆重、赤穂藩士、馬廻、中小姓（* 1672年）
- 1703年 - 倉橋武幸、赤穂藩士、扶持奉行兼中小姓（* 1670年）
- 1703年 - 間光風、赤穂浪士（* 1680年）
- 1703年 - 村松秀直、赤穂藩士、江戸常詰扶持方奉行（* 1642年）
- 1703年 - 杉野次房、赤穂藩士、札座横目（* 1676年）
- 1703年 - 勝田武尭、赤穂藩士、中小姓、札座横目（* 1680年）
- 1703年 - 前原宗房、赤穂藩士、中小姓、扶持方奉行（* 1664年）
- 1703年 - 小野寺秀富、赤穂藩士（* 1676年）
- 1703年 - 間光興、赤穂藩士（* 1678年）
- 1703年 - 奥田行高、赤穂藩士、加東郡勘定方（* 1678年）
- 1703年 - 矢頭教兼、赤穂藩士（* 1686年）
- 1703年 - 村松高直、赤穂藩士（* 1677年）
- 1703年 - 間瀬正辰、赤穂藩士（* 1681年）
- 1703年 - 茅野常成、赤穂藩士、横目（徒士目附）（* 1667年）
- 1703年 - 横川宗利、赤穂藩士、徒士横目、焔硝蔵奉行（* 1667年）
- 1703年 - 三村包常、赤穂藩士、台所役、酒奉行（* 1667年）
- 1703年 - 神崎則休、赤穂藩士、足軽徒士目付、郡目附（* 1666年）
- 1730年 - アドリエンヌ・ルクヴルール、女優（* 1692年）
- 1771年 - ルイ＝ミシェル・ヴァン・ロー、画家（* 1707年）
- 1799年（寛政11年2月15日） - 市村羽左衛門 (10代目)、歌舞伎役者（* 1748年）
- 1816年 - マリア1世、ポルトガル女王（* 1734年）
- 1829年（文政12年2月16日） - 高橋景保、天文学者 （* 1785年）
- 1844年 - ピーター・ビューエル・ポーター、第12代アメリカ合衆国陸軍長官（* 1773年）
- 1857年 - アルマン・デュフレノア、地質学者、鉱物学者（* 1792年）
- 1865年（元治2年2月23日） - 山南敬助、新選組副長 （* 1833年）
- 1865年（元治2年2月23日） - 藤田小四郎、水戸藩士、天狗党首領格 （* 1842年）
- 1874年 - ハンス・クリスチャン・ロンビ、作曲家（* 1810年）
- 1878年 - ユリウス・ロベルト・フォン・マイヤー、物理学者（* 1814年）
- 1880年 - 神戸の長吉、侠客（* 1814年）
- 1894年 - ラヨシュ・コッシュート、ハンガリー独立の指導者（* 1802年）
- 1895年 - チャールズ・ワグナー、電気工学研究者
- 1898年 - イヴァン・シーシキン、画家（* 1832年）
- 1919年 - 高木徳子、舞踏家（* 1891年）
- 1924年 - フェルナン・コルモン、画家（* 1845年）
- 1927年 - 楠瀬幸彦、陸軍大臣（* 1858年）
- 1934年 - エンマ・フォン・ヴァルデック＝ピルモント、オランダ王ヴィレム3世の妃（* 1858年）
- 1934年 - 大熊氏廣、彫刻家（* 1856年）
- 1935年 - 速水御舟、日本画家（* 1894年）
- 1936年 - 能久親王妃富子、皇族（* 1862年）
- 1938年 - アレクサンドル・マリノフ、ブルガリア首相（* 1867年）
- 1940年 - 桂三八、落語家（* 1877年）
- 1943年 - 森下博、実業家、森下仁丹 創業者（* 1869年）
- 1962年 - チャールズ・ミルズ、社会学者（* 1916年）
- 1963年 - 柳さく子、女優（* 1902年）
- 1975年 - 中川善之助、法学者（* 1897年）
- 1976年 - 細川ちか子、女優（* 1905年）
- 1977年 - 正田建次郎、数学者（* 1902年）
- 1977年 - 照國萬藏、大相撲力士、第38代横綱（* 1919年）
- 1978年 - 内藤豊次、エーザイ創業者・元社長（* 1889年）
- 1982年 - 加藤明、バレーボール選手（* 1933年）
- 1982年 - マリエッタ・シャギニャン、作家、社会運動家（* 1888年）
- 1984年 - スタン・コベレスキ、元プロ野球選手（* 1889年）
- 1984年 - 田宮博、理学博士、植物博士、微生物学者（* 1903年）
- 1985年 - 稲川誠一、歴史学者（* 1926年）
- 1989年 - 天龍三郎、大相撲力士（* 1903年）
- 1989年 - 五島昇、実業家（* 1916年）
- 1990年 - レフ・ヤシン、元サッカー選手（* 1929年）
- 1990年 - 第3代ロスチャイルド男爵ヴィクター・ロスチャイルド、銀行家、貴族院議員（* 1910年）
- 1991年 - 塚田庄平、政治家（* 1918年）
- 1992年 - ジョルジュ・ドルリュー、作曲家（* 1925年）
- 1993年 - ポリカプ・クッシュ、物理学者（* 1911年）
- 1993年 - ロバート・バーナム・ジュニア、天文家（* 1931年）
- 1995年 - 花山信勝、仏教学者（* 1898年）
- 1995年 - 三原順、漫画家（* 1952年）
- 1997年 - トニー・ゼール、プロボクサー（* 1913年）
- 1997年 - 安原美穗、検察官、法務官僚、検事総長、弁護士（* 1919年）
- 1997年 - カルロ・ファッシ、フィギュアスケート選手（* 1929年）
- 1997年 - ロニー・バロン、ミュージシャン（* 1943年）
- 1998年 - 須賀敦子、随筆家（* 1929年）
- 1998年 - 愛野興一郎、実業家、政治家、元衆議院議員、元経済企画庁長官（* 1928年）
- 1999年 - 鎌田典三郎、教育者、西六郷少年少女合唱団創設者（* 1928年）
- 2001年 - 水谷準、小説家 （* 1904年）
- 2001年 - 小山田健一、元プロ野球選手（* 1950年）
- 2002年 - 安藤日出男、脚本家（* 1927年）
- 2004年 - ユリアナ、オランダ女王（* 1909年）
- 2004年 - いかりや長介、俳優、コメディアン（ザ・ドリフターズ）（* 1931年）
- 2006年 - 登張正実、ドイツ文学者。東京大学名誉教授（* 1916年）
- 2007年 - 鴨志田穣、エッセイスト、ジャーナリスト、写真家（* 1964年）
- 2008年 - 小沢重雄、俳優、声優（* 1926年）
- 2008年 - 砂田弘、児童文学作家（* 1933年）
- 2008年 - 草森紳一、評論家（* 1938年）
- 2009年 - ヤロスラフ・ピトナー、アイスホッケー指導者（* 1926年）
- 2009年 - 安田伊佐夫、元騎手、元調教師（* 1944年）
- 2009年 - 伊藤計劃、SF作家（* 1974年）
- 2010年 - ロビン・ミルナー、計算機科学者（* 1934年）
- 2010年 - 高梨健吉、英語学者、慶應義塾大学名誉教授（* 1919年）
- 2011年 - 井上敦、政治家（* 1936年）
- 2011年 - 三浦公明、政治家、元君津市長（* 1932年）
- 2011年 - クニエダヤスエ、テーブルコーディネーター（* 1932年）
- 2012年 - 石黒昇、アニメーター、映画監督（* 1938年）
- 2012年 - 小峰顕一、経営者、元セコム社長（* 1933年）
- 2013年 - ジルル・ラーマン、バングラデシュ第17代大統領（* 1929年）
- 2014年 - 佐野正一、建築家、元安井建築設計事務所社長（* 1921年）
- 2014年 - 村田信之[15]、実業家、サイネックス創業者（* 1922年または1923年）
- 2014年 - 多田美波、彫刻家（* 1924年）
- 2014年 - 井口洋夫、化学者、東京大学名誉教授（* 1927年）
- 2014年 - 松中昭一、農学者、元神戸大学教授、元関西大学教授（* 1927年）
- 2014年 - イウデラウド・ルイス・ベリーニ、サッカー選手（* 1930年）
- 2015年 - 今江祥智、児童文学作家（* 1932年）
- 2015年 - マルコム・フレーザー、第22代オーストラリア首相（* 1930年）
- 2015年 - グレゴリー・ウォルコット、俳優（* 1928年）
- 2016年 - 栗原福也、西洋史学者、東京女子大学名誉教授（* 1926年）
- 2017年 - デイヴィッド・ロックフェラー、銀行家、実業家、ロックフェラー家当主（* 1915年）
- 2017年 - 内藤明人、実業家、リンナイ会長（* 1926年）
- 2017年 - 肥田舜太郎、医師（* 1917年）
- 2018年 - 石松安次、政治家、元日田市長（* 1924年）
- 2018年 - 石原武、詩人、英文学者、翻訳家、文教大学名誉教授（* 1930年）
- 2018年 - デヤン・ブラヴニチャル、ヴァイオリニスト（* 1937年）
- 2018年 - 竹内勤、医師、国際感染症学者、慶應義塾大学名誉教授（* 1945年）
- 2018年 - 笹井一個、イラストレーター（* 1975年）
- 2019年 - メアリー・ウォーノック、哲学者（* 1924年）
- 2019年 - 東久邇信彦、旧皇族、東久邇家第3代当主（* 1945年）
- 2019年 - ハイメ・リオス、元プロボクサー、WBA世界ジュニアフライ級元王者（* 1953年）
- 2020年 - アマデオ・カリーソ、サッカー選手（* 1926年）
- 2020年 - ケニー・ロジャース、カントリーミュージックシンガー（* 1938年）
- 2020年 - 楠部三吉郎、アニメプロデューサー、シンエイ動画名誉会長（* 1938年）
- 2021年 - 皇達也、実業家、元テレビ朝日プロデューサー、ジャパン・コンテンツ・コンサルティング社長（* 1941年）
- 2022年 - 堀江正夫、政治家、元陸上自衛官（* 1915年）
- 2022年 - レイネ・ウィセル、レーシングドライバー（* 1941年）
- 2022年 - 橋本夕紀夫、空間デザイナー（* 1962年）
- 2023年 - ヴィルジニア・ゼアーニ、ソプラノ歌手（* 1925年）
- 2024年 - 坂本長利、俳優（* 1929年）
- 2024年 - 藤田嘉夫、工学者、北海道大学名誉教授（* 1929年）
- 2024年 - ミルトン・ダイアモンド、解剖学者、性科学者、生殖生物学者（* 1934年）
- 2024年 - 醍醐麻沙夫、小説家、元サックス奏者（* 1935年）
- 2024年 - ヴァーナー・ヴィンジ、SF作家（* 1944年）
- 2025年 - エディ・ジョーダン、レーシングドライバー（* 1948年）

### 人物以外（動物など）
- 1969年 - スージー、チンパンジー（* 1948年頃）
- 1987年 - タウザー、世界一ネズミを捕った猫（* 1963年）

## 記念日・年中行事

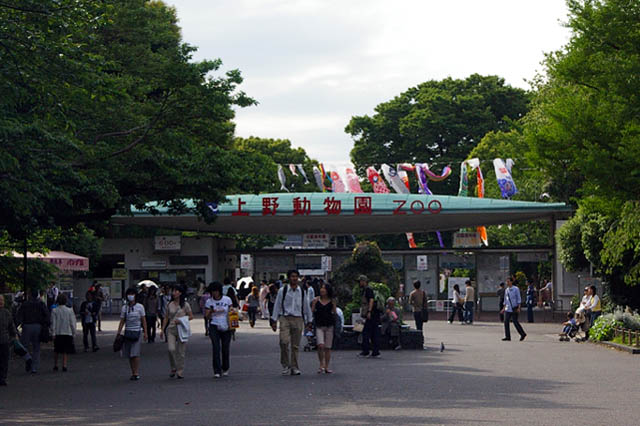
恩賜上野動物園開園(1882)

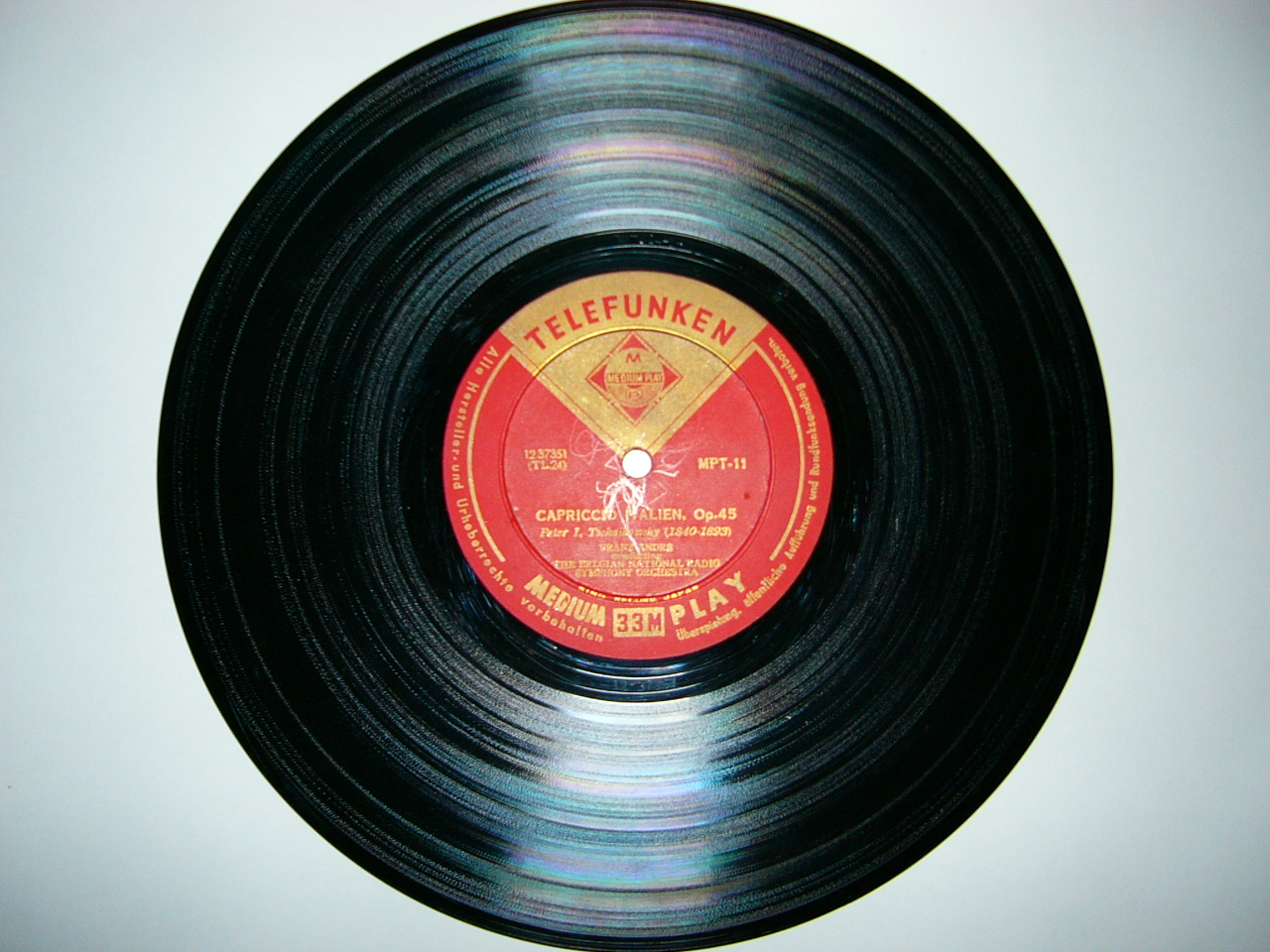
日本初のLPレコード発売(1951)を記念したLPレコードの日

- 春分（2016年・2017年・2020年・2021年・2024年・2025年など）
二十四節気のひとつ。昼と夜の長さがほぼ同じになる日。
- 春分の日（ 日本）※春分の場合
国民の祝日の一つ。「自然をたたえ、生物をいつくしむ」日。
- 国際幸福デー (国際連合)
- 国際フランコフォニーの日（フランコフォニー国際機関）
- 世界すずめの日
2010年3月20日、インドのNPO法人Nature Forever Societyが「世界すずめの日プログラム」を立ち上げたことから制定された。
- はらぺこあおむしの日
アメリカの絵本作家エリック・カールの代表作『はらぺこあおむし』は、日本国内で最も読まれている海外作家の絵本。『はらぺこあおむし』の魅力とその影響力を称えるために設けられた[16]。
- イラン・中央アジアの正月（ノウルーズ）
中央アジアの多くの国では3月21日を新年の始まりの日としている。
  - ノウルーズ（ イラン 2008年・2012年・2016年）

イラン暦の元日。春分と同日。
- 独立記念日（ チュニジア）
1956年のこの日、チュニジアがフランスから独立した。
- 上野動物園開園記念日（ 日本）
1882年（明治15年）のこの日、東京都台東区に日本初の近代動物園である、上野動物園が上野公園内に開園した。
- サブレの日
日清シスコが制定。「サ(3)ブ(2)レ(0)」の語呂合せ。同社の主力製品であるサブレをPRすることが目的。記念日は一般社団法人・日本記念日協会により認定・登録された。
- 電卓の日（ 日本）
1974年のこの日、電卓の生産量が世界一になったことに由来。日本事務機械工業会（現：JBMIA）が制定。
- LPレコードの日（ 日本）
1951年のこの日、日本コロムビアから日本で初めてLPレコードが発売されたことに由来[17]。